# Eglė Balčiūnaitė
Eglė Balčiūnaitė (Šiauliai, 31 ottobre 1988) è una mezzofondista lituana.

## Record nazionali
- 800 metri piani (indoor): 2'01"23 ( Düsseldorf, 11 febbraio 2011)[1]

## Palmarès
| Anno | Manifestazione    | Sede           | Evento      | Risultato  | Prestazione | Note                                     |
| ---- | ----------------- | -------------- | ----------- | ---------- | ----------- | ---------------------------------------- |
| 2007 | Europei juniores  | Hengelo        | 800 m piani | 6ª         | 2'05"73     |                                          |
| 2008 | Giochi olimpici   | Pechino        | 800 m piani | Semifinale | 2'02"59     |                                          |
| 2009 | Europei under 23  | Kaunas         | 800 m piani | 6ª         | 2'02"26     |                                          |
| 2010 | Mondiali          | Doha           | 800 m piani | 5ª         | 2'01"37     | Record nazionale                         |
| 2010 | Europei a squadre | Budapest       | 800 m piani | Oro        | 2'02"42     |                                          |
| 2010 | Europei           | Barcellona     | 800 m piani | Batteria   | 2'01"19     |                                          |
| 2011 | Europei indoor    | Parigi         | 800 m piani | 4ª         | 2'04"86     |                                          |
| 2011 | Europei a squadre | Novi Sad       | 800 m piani | Argento    | 2'02"83     |                                          |
| 2011 | Europei a squadre | Novi Sad       | 4x400 m     | Bronzo     | 3'40"74     |                                          |
| 2011 | Universiadi       | Shenzhen       | 800 m piani | 4ª         | 2'01"68     |                                          |
| 2011 | Mondiali          | Taegu          | 800 m piani | Batteria   | 2'02"88     |                                          |
| 2012 | Europei           | Helsinki       | 800 m piani | Batteria   | 2'05"21     |                                          |
| 2013 | Europei a squadre | Kaunas         | 800 m piani | Oro        | 2'03"05     |                                          |
| 2013 | Europei a squadre | Kaunas         | 4x400 m     | Oro        | 3'35"11     |                                          |
| 2013 | Universiadi       | Kazan'         | 800 m piani | Bronzo     | 1'59"82     | Miglior prestazione personale stagionale |
| 2013 | Mondiali          | Mosca          | 800 m piani | Batteria   | 2'08"77     |                                          |
| 2014 | Europei a squadre | Tallinn        | 800 m piani | 9ª         | 2'07"80     |                                          |
| 2014 | Europei           | Zurigo         | 800 m piani | Batteria   | 2'08"05     |                                          |
| 2015 | Europei a squadre | Candia         | 800 m piani | 8ª         | 2'04"16     |                                          |
| 2015 | Universiadi       | Gwangju        | 800 m piani | 4ª         | 2'00"21     | Miglior prestazione personale stagionale |
| 2016 | Europei           | Amsterdam      | 800 m piani | Batteria   | 2'08"14     |                                          |
| 2016 | Giochi olimpici   | Rio de Janeiro | 800 m piani | Batteria   | 2'02"98     | Miglior prestazione personale stagionale |
| 2017 | Europei a squadre | Tel Aviv       | 800 m piani | Bronzo     | 2'03"65     |                                          |
| 2017 | Europei a squadre | Tel Aviv       | 4x400 m     | Bronzo     | 3'35"69     |                                          |
| 2017 | Mondiali          | Londra         | 800 m piani | Semifinale | 2'00"48     | Miglior prestazione personale stagionale |
| 2018 | Europei           | Berlino        | 800 m piani | Semifinale | 2'04"60     |                                          |
| 2019 | Europei indoor    | Glasgow        | 800 m piani | Batteria   | 2'05"06     |                                          |
| 2019 | World Relays      | Yokohama       | 4x400 m     | Batteria   | 3'38"72     |                                          |

## Altre competizioni internazionali
2008
- Argento in Coppa Europa ( Leiria) - 800 m - 2'04"76